# Characeae
Famille
Les Characeae sont une famille d'algues vertes d'eau douce, de l'ordre des Charales. Elle forme un groupe isolé dans la flore actuelle, remarquable par « le degré relativement évolué de son organisation ». 

## Étymologie
Le nom vient du genre type Chara, nom donné par Linné en 1763 et dont l'étymologie est obscure ; le nom est peut-être issu du latin chara,  « sorte de racine comestible » (peut-être la Crambe tataria laquelle est de la famille des Brassicaceae).

## Description des formes actuelles
Les Characées actuelles sont des végétaux fixés sur le fond par des rhizoïdes incolores d'où s'élèvent le thalle, cladome qui s'accroît par une cellule initiale apicale et qui produit un axe primaire portant de place en place et très régulièrement des verticilles de rameaux (de 4 à 20 rameaux selon l'espèce, aussi appelés pleuridies). Les entre-nœuds, qui séparent chaque verticille, sont formés d'une seule cellule géante qui peut atteindre une longueur de 25 cm chez les plus grandes espèces. 
Certaines espèces dites corticantes, présentent des filaments corticants : des pleuridies pluricellulaires qui croissent plaquées aux cellules des entre-nœuds, joignant deux rameaux de deux verticilles. Ces filaments primaires présentent des acicules : extensions monocellulaires situées au niveau des nœuds, et peuvent également produire des filaments secondaires qui eux ne présentent pas d'acicules. 
Certaines espèces présentent également des stipulodes, une collerette de cellules à la base des verticilles.
La présence de filaments corticants et de stipulodes permet la différenciation des genres présents en France :
- Nitellopsis : axes cortiqués, présence d'acicules, rameaux simples, stipulodes absents
- Chara : axes cortiqués, présence d'acicules, rameaux simples, stipulodes présents
- Nitella : axes acortiqués, pas d'acicules, deux axes secondaires par nœud, rameaux divisés
- Tolypella : axes acortiqués, pas d'acicules, nombreux axes secondaires par nœud, rameaux souvent simples
Les Characées, en tant que plantes pionnières (pionnières vernales, c'est-à-dire printanières, ou estivales), sont réputées caractériser des milieux neufs et instables, liés à des eaux oligotrophes à mésotrophes.

## Formes fossiles
Les plus anciens représentants de la famille des Characées sont des Aclistochara du Trias supérieur de Chine. En général, les thalles des Characées ne se conservent pas et la plupart du temps les seules fossiles dont on dispose sont les gyrogonites, c’est-à-dire les oogones calcifiés isolés. Ils permettent toutefois de suivre l’évolution de ce groupe: les Characées sont dominants parmi les Charophytes à partir du Paléogène, voire du Crétacé supérieur ; à partir du Miocène c’est la seule famille survivante de la classe des Charophycées.

## Rôle évolutif

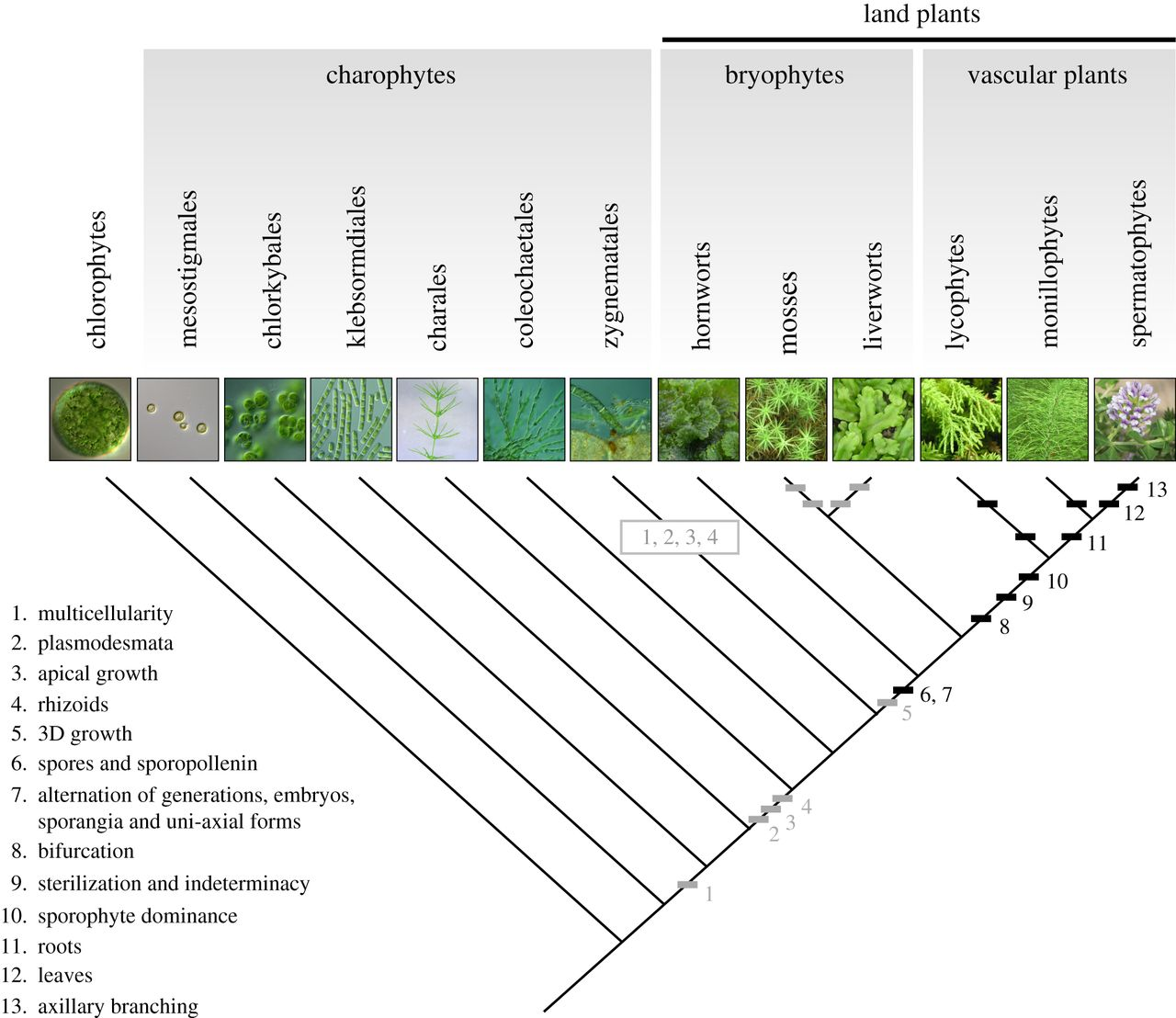
Évolution des principales structures et des plans d'organisation chez les plantes.

L'analyse moléculaire suggère que les Charophytes seraient à l’origine des plantes terrestres vasculaires qui sont sorties des eaux il y a environ 480 millions d'années, mais il n'est pas certain qu'il s'agisse des Charales, des Zygnematophycées ou encore des autres représentants de cet embranchement.

## Liste des genres
Selon ITIS (19 févr. 2011) :
- Chara Linnaeus, 1763
- Lamprothamnium J. Graves, 1916
- Nitella C. A. Agardh, 1824
- Tolypella A. Braun, 1957

Selon AlgaeBase (30 avril 2013) :
- Aclistochara R.E.Peck
- Acutochara L.Ya Sajdakovskij
- Amblyochara L.Grambast
- Amphorochara L.K.Krasavina
- Chara Linnaeus
- Charites H.Horn af Rantzien
- Clavatoraxis C.Martin-Closas & C.Diéguez
- Croftiella H.Horn af Rantzien
- Grovesichara H.Horn af Rantzien
- Gyrogona Lamarck ex Lamarck
- Harrisichara L.Grambast
- Hornichara V.P.Maslov
- Lamprothamnium J.Groves
- Latochara K.Mädler
- Leonardosia F.W.Sommer
- Lychnothamnus (Ruprecht) A.Braun
- Maedleriella L.Grambast
- Maedlerisphaera H.Horn af Rantzien
- Mesochara L.Grambast
- Microchara L.Grambast
- Multispirochara Y.C.Hao
- Musacchiella
- Nemegtichara J.Karczewska & M.Ziembinska-Tworzydlo
- Neochara Z.Wang
- Nitella C.Agardh
- Nitellites H.Horn af Rantzien
- Nitellopsis
- Nodosochara K.Mädler
- Obtusochara K.Mädler
- Peckichara L.Grambast
- Peckisphaera L.Grambast
- Piriformachara Junying Liu & Xinying Wu
- Platychara L.Grambast
- Raskyaechara H.Horn af Rantzien
- Sphaerochara K.Mädler
- Stephanochara L.Grambast
- Sycidium G.Sandberger
- Tectochara L.Grambast & N.Grambast
- Tolypella (A.Braun) A.Braun
- Triclypella L.Grambast
- Wangichara Junying Liu & Xinying Wu

World Register of Marine Species (30 avril 2013) ajoute, aux 41 genres indiqués par AlgaeBASE, les deux genres suivants :
- Gobichara J.Karczewska & M.Ziembinska-Tworzydlo, 1972
- Grambastichara H.Horn af Rantzien, 1959

## Écologie
Les Characées offrent des services multiples : production d’oxygène, nourriture pour la faune lacustre, lieux de reproduction du grand brochet, bio-accumulation de métaux lourds et de polluants organiques.
Elles sont des bio-indicatrices, chaque espèce a sa propre amplitude écologique. Elles testent en particulier la qualité de l’eau, car elles ne supportent pas une forte eutrophisation. Par exemple, leurs populations dans le Léman se sont écroulées lors de l’eutrophisation des années 1960 à 80, avant de réapparaître au XXIe siècle. En 2017, la scientifique Aurélie Boissezon retrouve près de Morges une colonie de Tolypella glomerata qui avait disparu depuis 200 ans.
Pour l’Association de sauvegarde du Léman, c’est le signe que la qualité de l’eau s’améliore. Cependant 87% des espèces sont sur la liste rouge 2012 des Characées,.